# Fort van Monterey (Obbrussel)

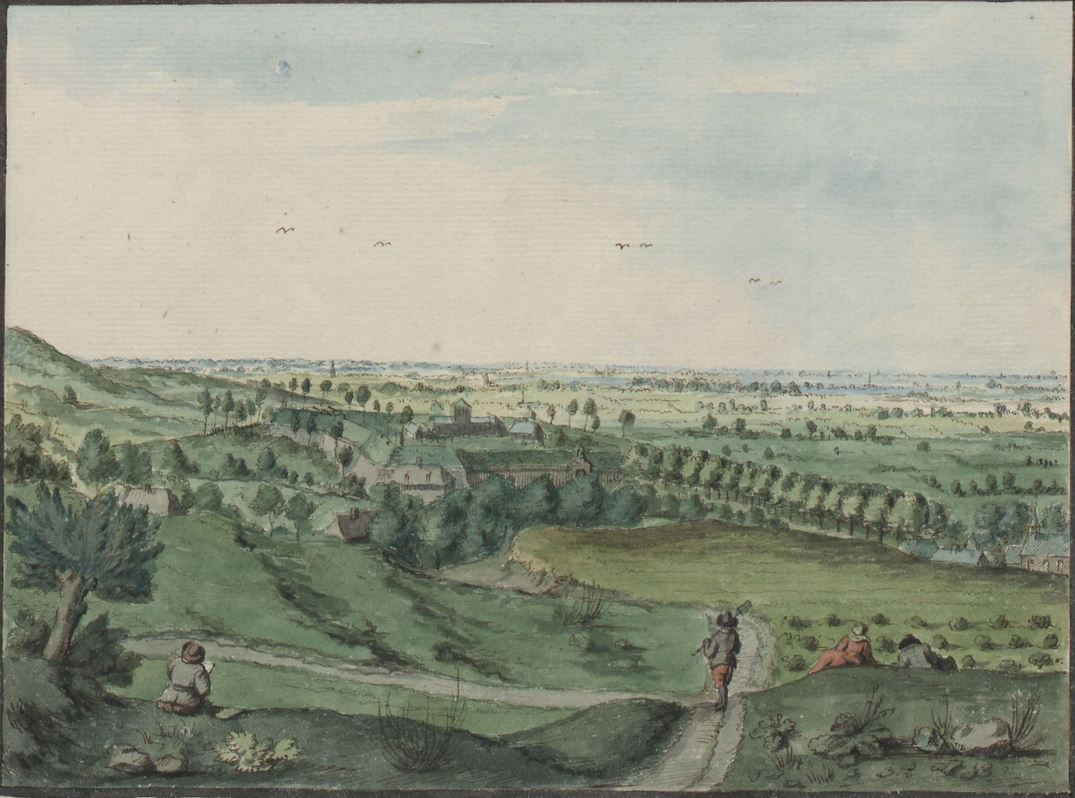
Het fort afgebeeld door Hendrik van Wel

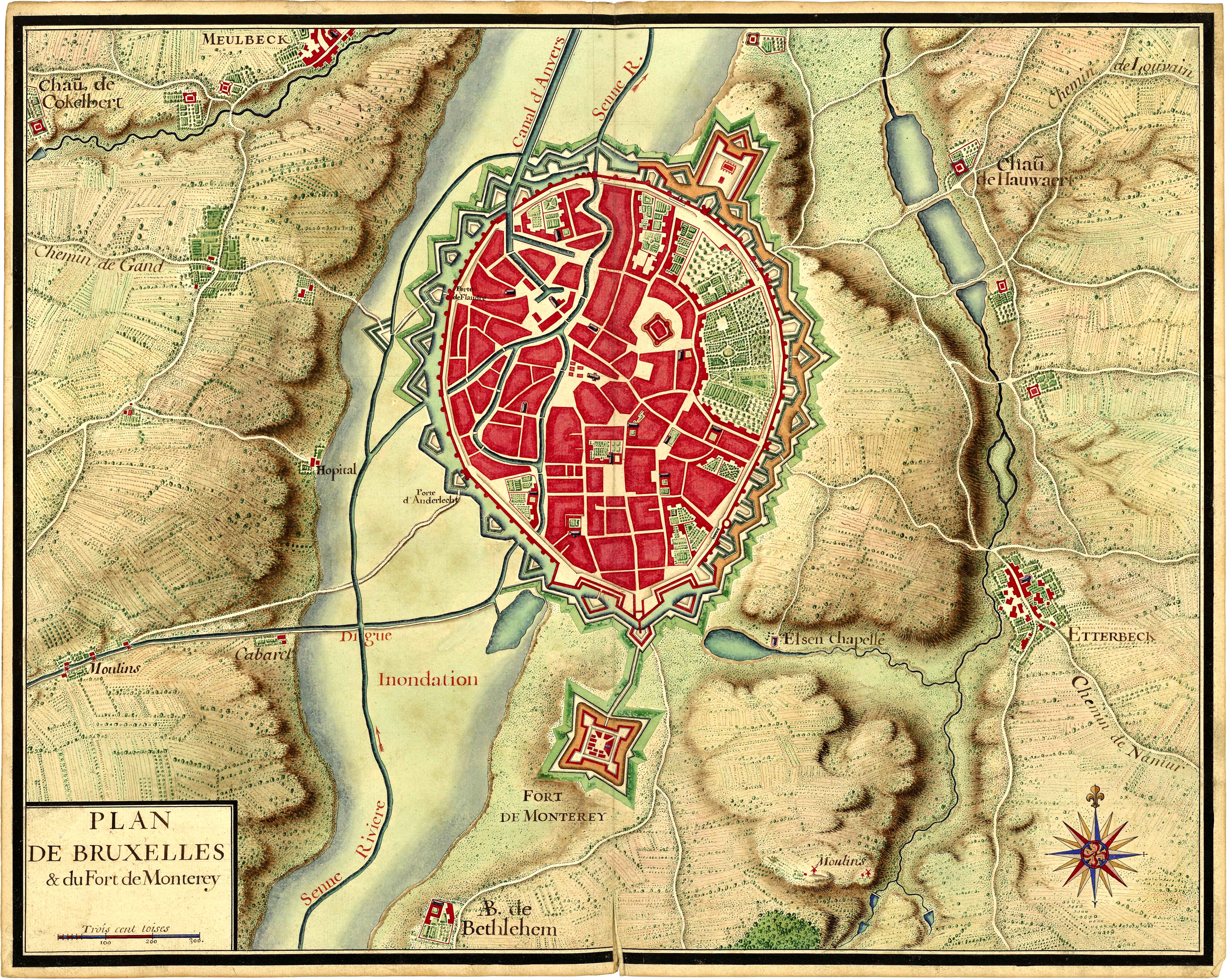
Brussel omstreeks 1700, met het fort van Monterey in het midden onderaan

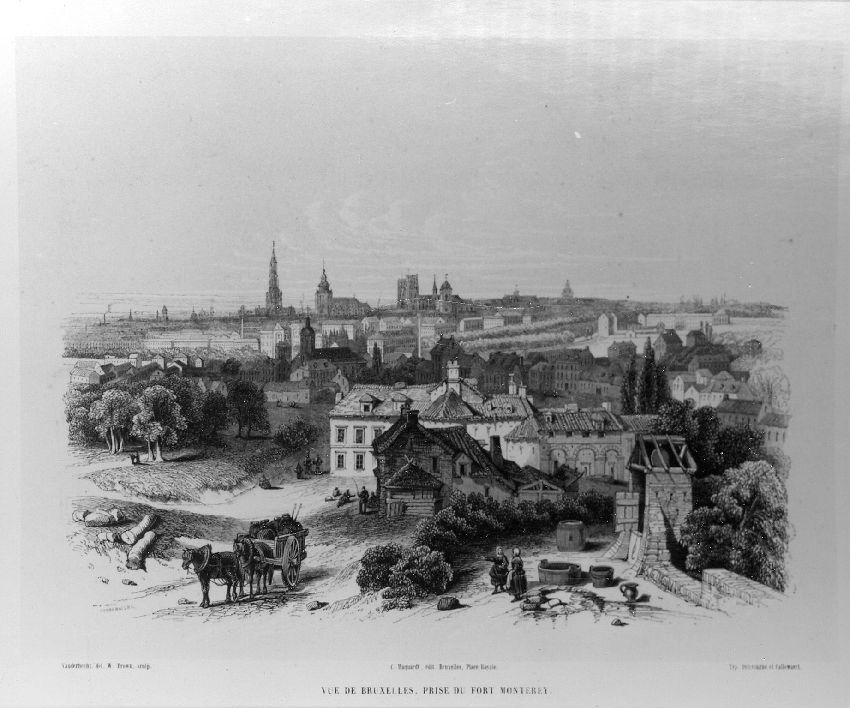
Gezicht op Brussel vanaf het fort kort vóór de afbraak

Het Fort van Monterey was een citadel die in 1672 werd opgetrokken ten zuiden van Brussel, in wat toen Obbrussel heette (nu grondgebied Sint-Gillis).

## Geschiedenis
De Hallepoort, gelegen in het zuiden van Brussel, vormde een zwak punt in de verdediging van de stad. Haar positie gelegen beneden aan een heuvel maakte dat vijandige troepen via deze kant de stad konden beschieten of invallen. Lange tijd hoefde Brussel geen oorlogen of conflicten vrezen, maar in 17de eeuw veranderde dit. De verschillende conflicten met Lodewijk XIV van Frankrijk, die zich expansionistisch gedroeg naar de Spaanse Nederlanden, maakten dat het Spaanse hof de Brusselse stadswal liet versterken. De Spaanse landvoogd Juan Domingo Mendez de Haro y Fernández de Córdoba, graaf van Monterey, was verantwoordelijk voor verschillende verdedigingswerken aan de wal. Omdat het zuiden een zwak punt bleef in de verdediging besloot hij om op de heuvel van Obbrussel een fort te bouwen om zo het vormen van troepen alhier te voorkomen.
Het fort werd opgericht in 1672 en besloeg een oppervlakte van zes hectare. Het bestond uit een kazerne, een munitiedepot en een gevangenis, omgeven door een vierkante muur met aan elk uiteinde een bastion. Het garnizoen bestond doorgaans uit vijftig manschappen dat in tijden van oorlog kon worden opgetrokken. Vanop de heuvel had men een goed zicht op Brussel en de Zennevallei.
Op 26 november 1708 werd het fort ingenomen door de Fransen onder aanvoering van Maximiliaan Emanuel van Beieren. Hij nam het garnizoen gevangen, maar kreeg niet de verwachte steun van de stadsbevolking en werd de volgende dagen tot vertrek gedwongen. Eind 18e eeuw had het fort zijn militaire belang verloren. Net als de andere verdedigingswerken rond Brussel was het niet meer opgewassen tegen de moderne oorlogsvoering. In 1782 werd het verkocht aan particulieren voor afbraak. De laatste resten verdwenen in 1860 bij het groeien van de gemeente Sint-Gillis (die zich op het fort beriep om het statuut van stad te claimen).
Onder de gevangenen die in het fort werden opgesloten was in 1769 een Franse avonturierster die zich uitgaf voor een buitenechtelijk kind van keizer Frans I Stefan.